# Jírovec v Němčovicích
Jírovec v Němčovicích je památný strom v obci Němčovice na sever od Rokycan. Jírovec maďal (Aesculus hippocastanum L.) roste v nadmořské výšce 420 m v zastavěném území uvnitř obce. Jde o solitérní strom s bohatě rozvětvenou korunou ve výborném zdravotním stavu. Odhadované stáří stromu je 130 let, výška je 18 m, šířka koruny 16 m, obvod kmene 223 cm (měřeno 2015). Na svém stanovišti plní několik funkcí, poskytuje stín, eliminuje hluk a prach, vytváří pozitivní mikroklima. Strom je chráněn od 27. ledna 2015 jako dendrologicky cenný taxon, významný ekologicky, esteticky zajímavý strom, významný svým stářím i vzrůstem.

## Památné stromy v okolí
- Jilm vaz v Újezdě
- Lípa u Kaceřovského mlýna
- Lípy u křížové cesty